# Дворічний Кут
Дворічний Кут — село в Україні, у Солоницівській громаді, Харківського району, Харківської області. Населення становить 1305 осіб. До 2020 року орган місцевого самоврядування — Полівська сільська рада.

## Географія
Село Дворічний Кут знаходиться на річці Криворотівка (в основному на лівому березі) за 1 км від місця впадання її в річку Уда (права притока), вище за течією за 1 км розташований смт Вільшани, на протилежному березі річки Уда — смт Пересічне. Через село проходить автомобільна дорога Т 2106, на відстані 1 км знаходиться залізнична станція Пересічна.

## Історія
- 1680 рік — дата першої згадки про село Волоський Кут[1].
- 1650 рік — перейменоване в село Дворічний Кут.
- Село постраждало внаслідок геноциду українського народу, проведеного урядом СССР в 1932—1933 роках, кількість встановлених жертв в Польовій і Дворічному Куті — 139 людей[2].

## Населення

### Мова
Розподіл населення за рідною мовою за даними :
| Мова            | Кількість | Відсоток |
| --------------- | --------- | -------- |
| українська      | 1171      | 89.73%   |
| російська       | 122       | 9.35%    |
| ромська         | 5         | 0.38%    |
| білоруська      | 3         | 0.23%    |
| вірменська      | 3         | 0.23%    |
| інші/не вказали | 1         | 0.08%    |
| Усього          | 1305      | 100%     |

## Об'єкти соціальної сфери
- Школа.
- Фельдшерсько-акушерський пункт.

## Персоналії
- В цьому селищі 20 вересня 1893 року народився відомий український теріолог Олексій Мигулін.
- Чишко Олесь Семенович (1895—1976) — український і російський радянський композитор, співак.

## Також
- Перелік населених пунктів, що постраждали від Голодомору 1932-1933, Харківська область